# Florence Margaret Durham
Florence Margaret Durham, née le 6 avril 1869 à Londres où elle meurt le 25 juin 1949, est une généticienne britannique, formée à l'université de Cambridge dans les années 1900 et une adepte de la théorie de la génétique mendélienne, à une époque où elle était encore controversée. Elle participe de l'école informelle de génétique de Cambridge dirigée par son beau-frère William Bateson. Son travail sur l'hérédité à propos de la peau des souris et des canaris l'a aidée à étendre la théorie de Gregor Mendel sur l'hérédité. C'était aussi un des premiers exemples d'épistasie.

## Biographie

### Jeunesse et début de carrière
Son père, Arthur Edward Durham (1833-1895) est chirurgien au Guy's Hospital, sa mère est Mary Ann Cantwell.
Elle commence ses études supérieures en 1881, au Girton College. Elle enseigne la biologie au Royal Holloway College et au Froebel Institute à Londres de 1893 à 1899. Elle a aussi enseigné la physiologie au Newnham College (Cambridge). De 1900 à 1910, elle est démonstratrice en physiologie au laboratoire  biologique Balfour.
Jusqu'à la fin du XIXe siècle, les étudiantes rencontraient encore des oppositions à leur poursuite d'études au sein de l'université de Cambridge, notamment des actions visant à les empêcher de suivre des cours d'introduction à la biologie. Une lettre de Durham, publiée dans la Girton Review à propos des femmes des collèges Girton et Newnham les « encourageait à avancer dans la recherche et ainsi à prouver au monde que les femmes étaient capables de faire du travail sérieux et d'avoir des objectifs plus élevés que des faibles succès dans l'examen ». Les universités prirent en compte cette requête et d'autres pressions, en récoltant plus d'argent pour les chercheuses.

### William Bateson et le Newnham Collège
Pendant cette période, les recherches de Gregor Mendel sur l'hérédité ont été redécouvertes et ont provoqué une controverse scientifique entre ses supporters, William Bateson et le groupe des Mendéliens, et ses opposants, qui incluaient Walter Frank Raphael Weldon (l'ancien professeur de Bateson) et Karl Pearson. Le groupe de Weldon était connu sous le nom des biométriques.
Le groupe de Bateson était vraiment inhabituel à Cambridge pour son époque pour le fait qu'il était constitué principalement de femmes. Dans celles-ci se trouvaient Florence Durham, Rebecca "Becky" Saunders et Muriel Wheldale Onslow travaillant pour démontrer que des caractéristiques complètes auraient pu expliquer la loi de Mendel sur la ségrégation. Béatrice Bateson, épouse de William, était activement impliquée par ses recherches. Florence Durham rejoint le groupe en tant qu'étudiante diplômée ayant déjà publié des études.
Lorsque Bateson prend le poste de directeur d'un centre de recherches, la John Innes Horticultural Institution récemment créée en 1910 à Merton Park, dans le Surrey, Florence Durham rejoint l'institut, et mène des recherches sur des plants génétiques, notamment une étude des primevères hybrides.

### Épistasie
Béatrice Bateson a écrit dans ses mémoires que sa sœur Florence hybridait des souris. Le problème de l'hérédité des peaux de souris a premièrement échappé aux explications mendéliennes. Florence Durham contesta l'opinion prévalente de Lucien Cuénot. Il proposait que c'était une combinaison de facteurs qui expliquaient les différentes couleurs des peaux de souris.
Durham s’appuyait sur le concept d'« épistasie » pour expliquer la relation entre différents facteurs. Ce terme d'épistasie a été créé par William Bateson, et Durham s'est appuyé dessus pour expliquer comment les gènes pourraient interagir de manière beaucoup plus complexe que les simples caractéristiques dominantes et récessives déjà identifiées par Gregor Mendel. Elle propose l'idée que « les termes “dominant” et “récessif” soient uniquement utilisés pour envisager la relation entre des facteurs dans la même paire chromosomique. »

## Publications
- A Preliminary Account of the Inheritance of Coat-Colour in Mice. W. Bateson, E.R. Saunders, and R.C. Punnett (eds.), Reports to the Evolution Committee, Report 4. London: Royal Society of London, p. 41–53, 1908.
- Avec Dorothea Marryat, Note on the Inheritance of Sex in Canaries. W. Bateson, E.R. Saunders and R. C. Punnett (eds.), Reports to the Evolution Committee, Report 5. London: Royal Society, p. 57–60. 1908.
- (en) « Further Experiments on the Inheritance of Coat Colour in Mice », Journal of Genetics, vol. 1,‎ 1910–1911, p. 159–178 (DOI 10.1007/bf02981549)
- Avec (en) Caroline Pellew, « The Genetic Behaviour of the Hybrid Primula Kewensis, and its Allies », Journal of Genetics, vol. 5, no 3,‎ 1916, p. 159–182 (DOI 10.1007/bf02981838)
- Avec H.M. Woods, Alcohol and Inheritance: An Experimental Study. Special Report Series, Medical Research Council 168, 1932.